# Tadjik
Cet article concerne la langue tadjike. Pour le peuple tadjik, voir Tadjiks.
Le tadjik (nom local : /tɔːdʒɪˈkiː/ ; cyrillique : Тоҷикӣ, translittération ISO-9 : toçiki ou Форсии Тоҷикӣ, translittération : forsii toçiki ; écriture latine : todžikī ; alphabet perso-arabe : تاجیکی, translittération : tôjikī ; chinois simplifié : 塔吉克语 ; pinyin : tǎjíkè yǔ) est la variété du persan parlée au Tadjikistan. C'est une langue appartenant au groupe iranien de la famille des langues indo-européennes ; elle est très similaire au dari, qui est lui-même une variété du persan.

## Distribution géographique
Le tadjik est parlé en Asie centrale au Tadjikistan, dont il est la langue officielle. Il est également parlé dans des pays voisins, principalement par des minorités linguistiques, des régions limitrophes du Tadjikistan : en Afghanistan, en Iran, en Ouzbékistan (Boukhara et Samarcande) ainsi qu'en Chine, dans le xian autonome tadjik de Taxkorgan.

## Écriture
Au Tadjikistan et en Ouzbékistan, la langue s'écrit au moyen d'un alphabet cyrillique augmenté de signes diacritiques. En revanche, dans les autres pays, elle est transcrite au moyen de l'alphabet perso-arabe.

## Alphabet
Le tadjik était autrefois écrit en alphabet perso-arabe. Les Soviétiques introduisirent l'alphabet latin à la fin des années 1920, puis introduisirent l'alphabet cyrillique en 1940,. En 1989, une politique de retour à l'alphabet perso-arabe fut décidée par le gouvernement du Tadjikistan. Mais de facto, l'usage reste d'écrire le tadjik en cyrillique.
| Latin | Cyrillique | Perso-arabe | Français |
| --- | --- | --- | --- |
| Tamomi odamon ozod ʙa dunyo meojand va az lihozi manzilatu huquq ʙo ham ʙaroʙarand. Hama sohiʙi aqlu viçdonand, ʙojad nisʙat ʙa jakdigar ʙarodarvor munosaʙat namojand. | Тамоми одамон озод ба дунё меоянд ва аз лиҳози манзилату ҳуқуқ бо ҳам баробаранд. Ҳама соҳиби ақлу виҷдонанд, бояд нисбат ба якдигар бародарвор муносабат намоянд. | تمام آدمان آزاد به دنيا مى آيند و از لحاظ منزلت و حقوق با هم برابرند. همه صاحب عقل و وجدانند، بايد نسبت به يكديگر برادروار مناسبت نمايند. | Tous les êtres humains naissent libres et égaux en dignité et en droits. Ils sont doués de raison et de conscience et doivent agir les uns envers les autres dans un esprit de fraternité. |

## Phonologie
Voici tous les phonèmes existant en tadjik :

### Voyelles
|              | Antérieures | Antérieures | Antérieures | Centrales | Centrales | Centrales | Postérieures | Postérieures | Postérieures |
| ------------ | ----------- | ----------- | ----------- | --------- | --------- | --------- | ------------ | ------------ | ------------ |
| Fermées      | [i]         | и, ӣ        | i, ī        |           |           |           | [u]          | у            | u            |
| Mi-fermées   | [e]         | е           | e           | [ɵ]       | ӯ         | ū         |              |              |              |
| Mi-ouvertes  |             |             |             |           |           |           | [ɔ]          | о            | o            |
| Pré-ouvertes | [æ]         | а           | a           |           |           |           | [ɔ]          | о            | o            |

### Consonnes
|            |           | Labiales | Labiales | Labiales | Dentales & Alvéolaires | Dentales & Alvéolaires | Dentales & Alvéolaires | Palatales | Palatales | Palatales | Vélaires | Vélaires | Vélaires | Uvulaires | Uvulaires | Uvulaires | Glottales | Glottales | Glottales |
| ---------- | --------- | -------- | -------- | -------- | ---------------------- | ---------------------- | ---------------------- | --------- | --------- | --------- | -------- | -------- | -------- | --------- | --------- | --------- | --------- | --------- | --------- |
| Nasales    | Nasales   | [m]      | м        | m        | [n]                    | н                      | n                      |           |           |           |          |          |          |           |           |           |           |           |           |
| Occlusives | sourdes   | [p]      | п        | p        | [t]                    | т                      | t                      | [ t͡ʃ ]    | ч         | c         | [k]      | к        | k        | [q]       | қ         | q         | [ʔ]       | ъ         | ʼ         |
| Occlusives | voisées   | [b]      | б        | b        | [d]                    | д                      | d                      | [ d͡ʒ]     | ҷ         | ç         | [ɡ]      | г        | g        |           |           |           |           |           |           |
| Fricatives | sourdes   | [f]      | ф        | f        | [s]                    | с                      | s                      | [ ʃ ]     | ш         | ş         |          |          |          | [χ]       | х         | x         |           |           |           |
| Fricatives | voisées   | [v]      | в        | v        | [z]                    | з                      | z                      | [ ʒ]      | ж         | ƶ         |          |          |          | [ʁ]       | ғ         | ƣ         | [ɦ]       | ҳ         | h         |
| Spirantes  | Spirantes |          |          |          | [l]                    | л                      | l                      | [ j]      | й         | j         |          |          |          |           |           |           |           |           |           |
| Roulées    | Roulées   |          |          |          | [r]                    | р                      | r                      |           |           |           |          |          |          |           |           |           |           |           |           |